# Ogród botaniczny w Erlangen
Ogród botaniczny – ogród botaniczny w Erlangen przy parku zamkowym, założony przez uniwersytet w 1770 r. pierwotnie przy bramie norymberskiej w Erlangen, jako jeden z pierwszych ogrodów botanicznych Frankonii. W 1825 r. ogród botaniczny został przeniesiony w obecne miejsce. Ogród jest publicznie dostępny.

## Źródła
- strona internetowa